# Биофабрика (Орловская область)
Биофабрика — посёлок в Орловской области России. 
Административный центр Лошаковского сельсовета Орловского района. В рамках организации местного самоуправления входит в Орловский муниципальный округ. 

## География
Расположен в 3 км от западной границы города Орла.

## Население
| 2002 | 2010  |
| ---- | ----- |
| 1159 | ↘1015 |

Согласно результатам переписи 2002 года, в национальной структуре населения русские составляли 97 % от жителей.

## История
С 2004 до 2021 гг. в рамках организации местного самоуправления посёлок являлся административным центром Лошаковского сельского поселения, упразднённого вместе с преобразованием муниципального района со всеми другими поселениями путём их объединения в Орловский муниципальный округ.